# 동국통감
《동국통감》(東國通鑑)은 단군조선에서 고려 말까지의 역사를 편년체로 기록한 역사서이다. 조선 전기의 대표적인 관찬사서의 하나로 꼽힌다. 줄여서 동감(東鑑)이라고도 부른다. 

## 개요
세조의 지시에 의해 편찬이 시작되었다가 중단된 이후 성종 때 완성되었다. 총 56권 28책의 활자본으로 이뤄졌다. 이 책은 고조선의 건국 연대를 기원전 2333년으로 밝히고 있으며, 삼국의 역사를 서술하였음에도 신라의 역사를 추가로 집필하였다는 특징을 지닌다.

## 편찬 배경

### 세조의 편찬 지시
1458년(세조 4년) 9월 12일, 세조는 우리 나라의 기존의 사서가 빠지고 누락된 것이 많아 자세하지 못한 데다 체계도 서있지 못했으며 또한 편년체의 통사가 없어 상고 이래의 역사를 체계적으로 정리, 《자치통감》에 준하는 사서를 편찬할 것을 명했는데, 이것이 편찬의 시작이었지만 결실을 보지 못하였다.

### 편찬 중단
1463년(세조 9년) 9월 5일, 서현정(序賢亭)에서 진법을 훈련하는 자리에서 최항(崔恒)ㆍ양성지(梁誠之)ㆍ송처관(宋處寬)ㆍ이파(李坡)와 동부승지(同副承旨) 김수령(金壽寧) 등에게 "억지로라도 한 책을" 만들고자 하는 의지를 비치고 있는데, 27일에 다시 신숙주ㆍ권람ㆍ최항 등에게 《동국통감》의 편찬을 의논하도록 하고 있다. 사람이 많으면 더 빨리 완성할 수 있다는 권람의 말에 왕은 그럴 필요 없다며, 우승지 이파를 시켜 궐내의 유생들 가운데 편찬에 참여할 만한 적당한 인물들을 뽑아 올리게 하였다. 이때에 이파는 세자정자(世子正字) 최명손(崔命孫)ㆍ예문 봉교(藝文奉敎) 신숙정(申叔楨)ㆍ대교(待敎) 원숙강(元叔康)의 이름을 써서 바쳤고, 이들을 통솔하여 《동국통감》을 편찬하는 일이 양성지에게 맡겨졌다.
감수는 신숙주ㆍ권람이 맡았고 동시에 책의 편찬을 전담할 동국통감청(東國通鑑廳)을 두어 당상과 낭청을 임명하였다. 하지만 동국통감청이 설치될 무렵, 세조와 수사관들 사이에 편찬 문제를 놓고 갈등이 생겼다. 세조가 편차를 묻기도 하고 직접 작성한 기본 원칙의 범례를 제시하기도 하고, 세세한 내용까지 직접 간섭하기도 했다. 
1466년(세조 12년) 최항ㆍ김국광ㆍ한계희ㆍ노사신 등에게 재차 편찬을 명하고도 편차 사목을 결정하지 못했고, 1467년(세조 13년) 5월에 일어난 이시애의 난으로 일시 중지되었다가, 이듬해 9월 세조가 훙서하면서 편찬 사업은 완전히 중지되었다.
1469년(예종 원년), 최숙정의 건의를 받아들여 편찬이 재개되었지만, 이듬해 예종이 갑작스럽게 훙서하는 바람에 중단되었다.

### 편찬 재개와 완성
1484년(성종 15년) 11월에 완성되었다. 앞서 1483년(성종 14년) 10월 서거정의 발의로 편찬이 다시 시작되었을 때, 이미 《삼국사절요》와 《고려사절요》가 있어 조속한 편찬이 가능했지만 성종은 이때 완성된 《동국통감》의 내용 중 집필자가 개인적 역사관이나 인물에 대한 평가 및 견해를 적은 사론 부분에 만족하지 못했다.
1485년(성종 16년) 사론을 중심으로 재편을 명한 끝에 《신편(新編)ㆍ동국통감》(전56권)이 탄생한다. 이 《신편ㆍ동국통감》이 바로 오늘날 현존하는 동국통감이다. 완성 당시의 수사관은 서거정(徐居正)을 비롯한 10명이었으며, 382편의 사론 가운데 178편은 기존의 사서에서 추리고 나머지는 편찬자들이 작성하되, 그 중 118편은 최부(崔溥)의 것으로 알려져 있다.
대부분은 사실에 대한 포폄(褒貶)과 관련된 것인데, 중국에 대한 사대명분(事大名分)을 중요시하는 입장이었다. 다음으로 강상윤리(綱常倫理)를 존중하는 사론이 많아 이를 잘 지킨 사람은 사람을 칭송하였으며, 군신ㆍ부자ㆍ남녀의 위계질서를 정립하고 현실적으로 성종과 사림(士林)의 정치적 입장을 강화하려는 의도를 내포하고 있다. 그리고 공리(功利)를 배격하고 절의(節義)를 숭상하는 사론이 많아 종래의 인물에 대해 지절(志節)과 업적을 구별하여 평가했으며, 문무를 차별하고 이단을 배격하는 입장이 나타나 있다.

## 구성과 특징
《동국통감》은 외기(外紀)ㆍ삼국기(三國紀)ㆍ신라기(新羅紀)ㆍ고려기(高麗紀)의 네 부분으로 구성되어 있다.
각각 단군 조선에서 삼한, 삼국의 건국부터 669년(신라 문무왕 9년)까지, 669년(문무왕 9년)부터 935년(고려 태조 18년)까지, 이후 고려 말까지를 서술하였다. 단군조선에서 삼한까지를 외기로 한 것은 사서가 없어져 자료가 부족한 탓에 왕대별 서술이 불가능하였기 때문이다. 삼국기는 삼국을 대등하게 취급하여, 《자치통감강목》(資治通鑑綱目)의 예에 따라 무통(無統) 즉 정통이라 쳐줄 왕조가 없다고 서술한 점은 《동국사략》(東國史略)의 신라 중심 서술과 차이가 있다. 또한 연대 표기도 《동국사략》과는 달리 당대의 사실대로 즉위년칭원법(卽位年稱元法)을 채택하여 사실을 온전히 보전하자는 입장에 서 있다. 삼국의 연대기는 연호로 표기하지 않고 중국과 삼국의 연대를 아울러 썼다.

### 특징
- 단군조선의 건국연도를 기원전 2333년으로 명시해 놓음으로써 이후 단군기원 등을 비롯해 한국사가 시작된 기점을 구체화하였다.
- 신라기를 따로 독립함으로써 신라의 삼국통일의 의미를 강조하였고, 고려기에서는 고려가 신라와 고구려를 대등하게 계승한다는 시각이 반영되어 있다.
- 범례에 따르면 조선 초기, 특히 세종 대에 연구가 활발했던 《자치통감》과 《자치통감강목》의 영향이 그대로 반영되어 있음을 알 수 있는데, 범례는 《자치통감》에 따르고, 필삭(筆削)의 정신은 《자치통감강목》을 따라 강목의 규례에 따라 강령(綱領)을 제시하고 다음으로 사실을 서술하여 두 사서의 체제를 절충하였다.
- 《삼국사기》와 달리 신라 고유의 명칭인 거서간(居西干)ㆍ이사금(尼師今) 등을  모두 '왕(王)'으로 바꿔 표현하였다.
- 세조 대의 훈구와 성종 대에 등장하기 시작한 신진 사림들이 함께 참여한 양상을 보이고 있으며, 정치적 차원에서는 정통론을 도입하지 않고 있지만 문화적 측면에서 기자조선-마한-신라로 이어지는 문화의 흐름을 주류로 정립하려 한 흔적을 엿볼 수 있다.
- 성종 자신이 적극적으로 편찬에 개입하고 신진 사림이 참여함으로써 성종과 사림의 역사 인식이 크게 반영되었다. 사림의 성리학적 명분주의는 성종의 왕권 안정에 유리하게 작용하였으며, 강상의 명분을 강조함으로써 세조와 그 훈구에 대한 비판의 뜻을 담았다. 이를 통하여 조선 초기 역사편찬과 서술은 일단락되었다.[1]

## 목록
| 동국통감      | 동국통감                  | 동국통감                                                                      | 동국통감 |
| 동국통감 전   | 동국통감 전               | 동국통감 전                                                                   | 동국통감 전 |
| 동국통감 서   | 동국통감 서               | 동국통감 서                                                                   | 동국통감 서 |
| ------------- | ------------------------- | ----------------------------------------------------------------------------- | --- |
| 동국통감 범례 |                           |                                                                               | |
| 외기          |                           |                                                                               | |
| 동국통감 외기 | 동국통감 외기             | 고조선 (단군조선 · 기자조선 · 위만조선) 사군 · 이부 삼한 (마한 · 변한 · 진한) | 고조선 (단군조선 · 기자조선 · 위만조선) 사군 · 이부 삼한 (마한 · 변한 · 진한)                                                 |
| 삼국기        |                           |                                                                               | |
| 권수          | 연도                      | 국왕                                                                          | 국왕 |
| 권1           | 기원전 57년 ~ 기원후 32년 | 신라                                                                          | 시조 혁거세왕 · 남해왕 · 유리왕(유리 이사금)                                                                                  |
| 권1           | 기원전 57년 ~ 기원후 32년 | 고구려                                                                        | 시조 동명성왕 · 유리왕(유리명왕) · 대무신왕                                                                                   |
| 권1           | 기원전 57년 ~ 기원후 32년 | 백제                                                                          | 시조 온조왕 · 다루왕 |
| 권2           | 33년 ~ 180년              | 신라                                                                          | 유리왕(유리 이사금) · 탈해왕 · 파사왕 · 지마왕 · 일성왕 · 아달라왕                                                            |
| 권2           | 33년 ~ 180년              | 고구려                                                                        | 대무신왕 · 민중왕 · 모본왕 · 태조왕 · 차대왕 · 신대왕 · 고국천왕                                                              |
| 권2           | 33년 ~ 180년              | 백제                                                                          | 다루왕 · 기루왕 · 개루왕 · 초고왕                                                                                             |
| 권3           | 184년 ~ 342년             | 신라                                                                          | 아달라왕 · 벌휴왕 · 내해왕 · 조분왕 첨해왕 · 미추왕 · 유례왕 · 기림왕 · 흘해왕                                                |
| 권3           | 184년 ~ 342년             | 고구려                                                                        | 고국천왕 · 산상왕 · 동천왕 · 중천왕 서천왕 · 봉상왕 · 미천왕 · 고국원왕                                                       |
| 권3           | 184년 ~ 342년             | 백제                                                                          | 초고왕 · 구수왕 · 사반왕 · 고이왕 · 책계왕 · 분서왕 · 비류왕                                                                  |
| 권4           | 343년 ~ 489년             | 신라                                                                          | 흘해왕 · 내물왕 · 실성왕 · 눌지왕 · 자비왕 · 소지왕                                                                           |
| 권4           | 343년 ~ 489년             | 고구려                                                                        | 고국원왕 · 소수림왕 · 고국양왕 · 광개토왕 · 장수왕                                                                            |
| 권4           | 343년 ~ 489년             | 백제                                                                          | 비류왕 · 계왕 · 근초고왕 · 근구수왕 · 침류왕 · 진사왕 · 아신왕 전지왕 · 구이신왕 · 비유왕 · 개로왕 · 문주왕 · 삼근왕 · 동성왕 |
| 권5           | 490년 ~ 611년             | 신라                                                                          | 소지왕 · 지증왕 · 법흥왕 · 진흥왕 · 진지왕 · 진평왕                                                                           |
| 권5           | 490년 ~ 611년             | 고구려                                                                        | 장수왕 · 문자왕(문자명왕) · 안장왕 안원왕 · 양원왕 · 평원왕 · 영양왕                                                          |
| 권5           | 490년 ~ 611년             | 백제                                                                          | 동성왕 · 무령왕 · 성왕 · 위덕왕 · 혜왕 · 법왕 · 무왕                                                                          |
| 권6           | 612년 ~ 646년             | 신라                                                                          | 진평왕 · 선덕여주(선덕여왕)                                                                                                   |
| 권6           | 612년 ~ 646년             | 고구려                                                                        | 영양왕 · 영류왕 · 보장왕 |
| 권6           | 612년 ~ 646년             | 백제                                                                          | 무왕 · 의자왕 |
| 권7           | 647년 ~ 660년             | 신라                                                                          | 선덕여주(선덕여왕) · 진덕여주(진덕여왕) · 태종왕(무열왕)                                                                      |
| 권7           | 647년 ~ 660년             | 고구려                                                                        | 보장왕 |
| 권7           | 647년 ~ 660년             | 백제                                                                          | 의자왕 |
| 권8           | 661년 ~ 668년             | 신라                                                                          | 태종왕(무열왕) · 문무왕 |
| 권8           | 661년 ~ 668년             | 고구려                                                                        | 보장왕 |
| 신라기        |                           |                                                                               | |
| 권9           | 669년 ~ 692년             | 신라                                                                          | 문무왕 · 신문왕 |
| 권10          | 694년 ~ 826년             | 신라                                                                          | 효소왕 · 성덕왕 · 효성왕 · 경덕왕 · 혜공왕 선덕왕 · 원성왕 · 소성왕 · 애장왕 · 헌덕왕                                         |
| 권11          | 827년 ~ 917년             | 신라                                                                          | 흥덕왕 · 희강왕 · 김명(민애왕) · 신무왕 · 문성왕 헌안왕 · 경문왕 · 헌강왕 · 정강왕 · 진성여주(진성여왕) 효공왕 · 신덕왕       |
| 권11          | 827년 ~ 917년             | 후백제                                                                        | 견훤 |
| 권11          | 827년 ~ 917년             | 후고구려                                                                      | 궁예 |
| 권12          | 918년 ~ 935년             | 신라                                                                          | 경명왕 · 경애왕 · 경순왕 |
| 권12          | 918년 ~ 935년             | 후백제                                                                        | 견훤 |
| 권12          | 918년 ~ 935년             | 고려                                                                          | 태조 왕건 |
| 고려기        |                           |                                                                               | |
| 권13          | 936년 ~ 981년             | 태조 · 혜종 · 정종 · 광종 · 경종                                              | 태조 · 혜종 · 정종 · 광종 · 경종                                                                                              |
| 권14          | 982년 ~ 997년             | 성종                                                                          | 성종 |
| 권15          | 998년 ~ 1018년            | 목종 · 현종                                                                   | 목종 · 현종 |
| 권16          | 1019년 ~ 1046년           | 현종 · 덕종 · 정종                                                            | 현종 · 덕종 · 정종 |
| 권17          | 1047년 ~ 1083년           | 문종 · 순종                                                                   | 문종 · 순종 |
| 권18          | 1084년 ~ 1102년           | 선종 · 헌종 · 숙종                                                            | 선종 · 헌종 · 숙종 |
| 권19          | 1103년 ~ 1110년           | 숙종 · 예종                                                                   | 숙종 · 예종 |
| 권20          | 1111년 ~ 1122년           | 예종                                                                          | 예종 |
| 권21          | 1123년 ~ 1127년           | 인종                                                                          | 인종 |
| 권22          | 1128년 ~ 1134년           | 인종                                                                          | 인종 |
| 권23          | 1135년 ~ 1146년           | 인종                                                                          | 인종 |
| 권24          | 1147년 ~ 1164년           | 의종                                                                          | 의종 |
| 권25          | 1165년 ~ 1170년           | 의종                                                                          | 의종 |
| 권26          | 1171년 ~ 1178년           | 명종                                                                          | 명종 |
| 권27          | 1179년 ~ 1187년           | 명종                                                                          | 명종 |
| 권28          | 1188년 ~ 1197년           | 명종                                                                          | 명종 |
| 권29          | 1198년 ~ 1213년           | 신종 · 희종 · 강종                                                            | 신종 · 희종 · 강종 |
| 권30          | 1214년 ~ 1219년           | 고종                                                                          | 고종 |
| 권31          | 1220년 ~ 1233년           | 고종                                                                          | 고종 |
| 권32          | 1234년 ~ 1254년           | 고종                                                                          | 고종 |
| 권33          | 1255년 ~ 1259년           | 고종                                                                          | 고종 |
| 권34          | 1260년 ~ 1268년           | 원종                                                                          | 원종 |
| 권35          | 1269년 ~ 1270년           | 원종                                                                          | 원종 |
| 권36          | 1271년 ~ 1274년           | 원종                                                                          | 원종 |
| 권37          | 1275년 ~ 1278년           | 충렬왕                                                                        | 충렬왕 |
| 권38          | 1279년 ~ 1285년           | 충렬왕                                                                        | 충렬왕 |
| 권39          | 1286년 ~ 1294년           | 충렬왕                                                                        | 충렬왕 |
| 권40          | 1295년 ~ 1300년           | 충렬왕                                                                        | 충렬왕 |
| 권41          | 1301년 ~ 1308년           | 충렬왕                                                                        | 충렬왕 |
| 권42          | 1309년 ~ 1320년           | 충선왕 · 충숙왕                                                               | 충선왕 · 충숙왕 |
| 권43          | 1321년 ~ 1330년           | 충숙왕                                                                        | 충숙왕 |
| 권44          | 1331년 ~ 1343년           | 충혜왕                                                                        | 충혜왕 |
| 권45          | 1344년 ~ 1351년           | 충혜왕 · 충목왕 · 충정왕                                                      | 충혜왕 · 충목왕 · 충정왕 |
| 권46          | 1352년 ~ 1357년           | 공민왕                                                                        | 공민왕 |
| 권47          | 1358년 ~ 1363년           | 공민왕                                                                        | 공민왕 |
| 권48          | 1364년 ~ 1369년           | 공민왕                                                                        | 공민왕 |
| 권49          | 1370년 ~ 1374년           | 공민왕                                                                        | 공민왕 |
| 권50          | 1375년 ~ 1377년           | 신우(우왕)                                                                    | 신우(우왕) |
| 권51          | 1378년 ~ 1382년           | 신우(우왕)                                                                    | 신우(우왕) |
| 권52          | 1383년 ~ 1387년           | 신우(우왕)                                                                    | 신우(우왕) |
| 권53          | 1388년                    | 신우(우왕)                                                                    | 신우(우왕) |
| 권54          | 1389년                    | 공양왕                                                                        | 공양왕 |
| 권55          | 1390년                    | 공양왕                                                                        | 공양왕 |
| 권56          | 1391년 ~ 1392년           | 공양왕                                                                        | 공양왕 |

## 같이 보기
- 삼국사기
- 삼국유사
- 고려사
- 고려사절요